# Ostatnia akcja
Ostatnia akcja – polski film fabularny z 2009 roku w reżyserii Michała Rogalskiego.
Zdjęcia do filmu powstały w Warszawie i trwały od 17 czerwca do 30 lipca 2008. Pierwszoplanowe role zagrali aktorzy będący legendami polskiego kina.
W ciągu trzech dni emisji w polskich kinach jego widzowie wydali na bilety 278 845 zł.

## Fabuła
Współczesna Warszawa. Czterej emeryci, uczestnicy powstania warszawskiego – „Małolat”, „Kotek”, „Rotor” i „Czujny” stają do walki z gangsterem Szaro, którego ludzie pobili wnuka „Małolata”. By zemścić się, weterani przygotowują intrygę z udziałem jajka Faberge.

## Obsada
- Jan Machulski jako dziadek Zygmunt Zuber „Małolat”
- Marian Kociniak jako Kazimierz Iwanowski „Kotek”
- Witold Skaruch jako Józek „Rotor”
- Lech Ordon jako „Czujny”
- Barbara Krafftówna jako „Goga”
- Wojciech Siemion jako AL-owiec Władek
- Piotr Fronczewski jako mecenas Józef Szaro
- Alina Janowska jako pułkownik Dowgird
- Wojciech Kalarus jako komisarz Majchrowski
- Marek Kalita jako syn Tomasz Zuber
- Małgorzata Potocka jako synowa
- Janusz Chabior jako Menago
- Piotr Nowak jako gangster Sebastian
- Andrzej Młynarczyk jako gangster Damian
- Maciej Wierzbicki jako gangster Kordian
- Karolina Gorczyca jako Magda
- Antoni Pawlicki jako Malinowski
- Szymon Mysłakowski jako wnuk
- Aleksander Mikołajczak jako aukcjoner
- Janina Traczykówna jako Zosia, pracownica Muzeum Narodowego